# Nils Petter Nilsson
Nils Petter Nilsson (även kallad N. P. Nilsson eller Häst-Nisse), född 21 maj 1842 i Östra Karups församling, död 20 september 1912 i Stockholm, var en svensk Biografägare och filmproducent. Han grundade och drev produktionsbolaget Orientaliska Teatern och räknas som Stockholms förste Biografkung. Häst-Nisse drev även en omfattande rörelse med hästar på BrunkebergsTorg, där han bl.a. försåg Stockholms spårvägar med hästar.

## Liv och verk

### Biografägare

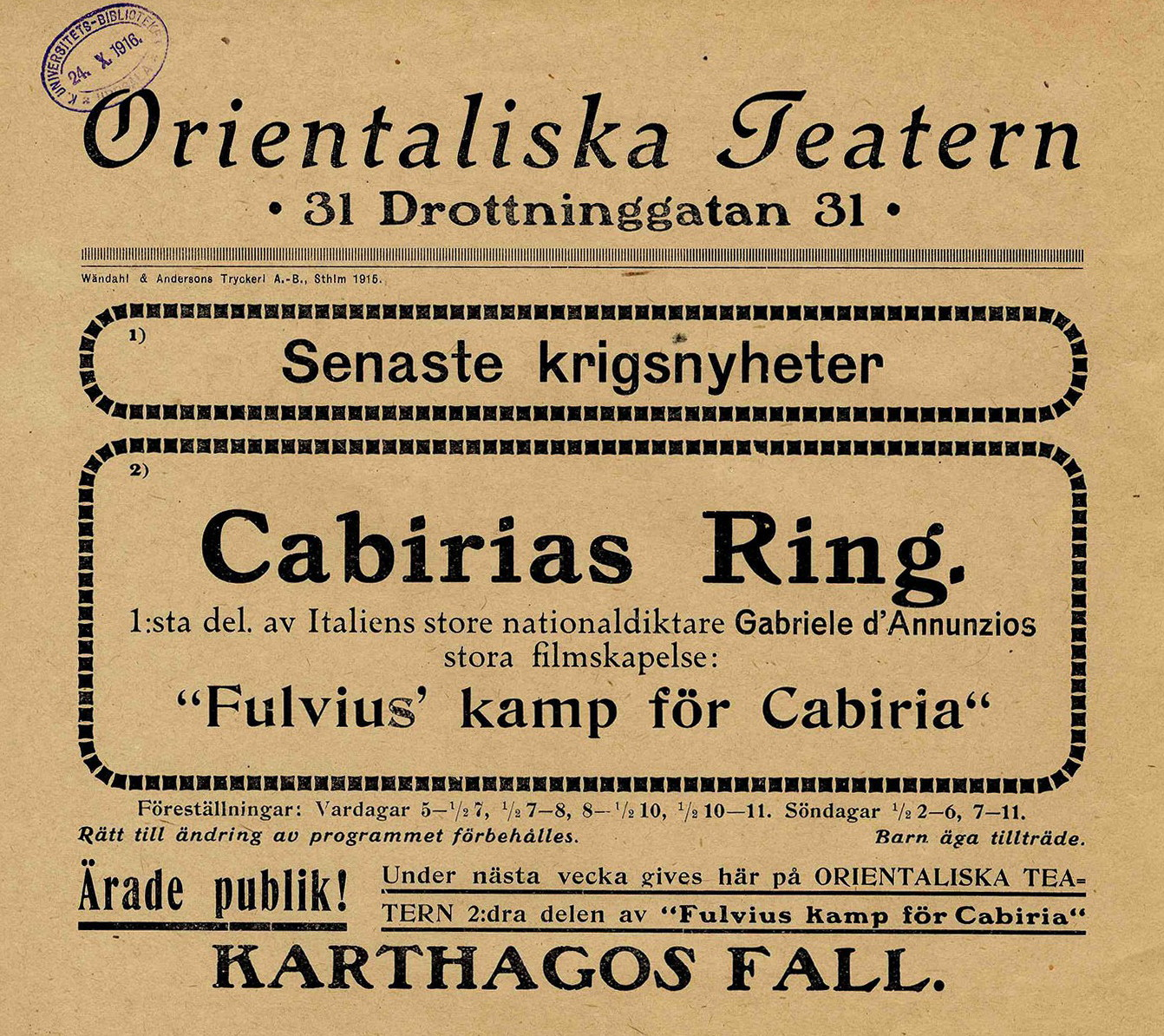
Orientaliska Teaterns program, som gör reklam för Giovanni Pastrones storfilm Cabiria från 1914.

Nils Petter Nilsson var hästhandlare och kallades därför Häst-Nisse. 1905 gav han sig in i den unga film- och biografbranschen och övertog biografen i Templarordens hus vid Bryggargatan 5 på Norrmalm i centrala Stockholm (se Central-Biografen). Han annonserade sin filmteater under namnet London och presenterade den som Skandinaviens förnämsta biograf. 1907 flyttade han verksamheten tvärs över gatan till Bryggargatan 2 där Londonbiografen existerade i olika former ända in på 1980-talet. 
Verksamheten bedrev Nilsson tillsammans med sin son Axel under namnet N P Nilsson & Son. Deras paradbiograf var Orientaliska Teatern vid Drottninggatan 31. Den hade 290 numrerade platser och annonserades som "Europas elegantaste Biograf-teater". För musiken svarade en orkester om nio man. Över entrén hängde en magnifik koppardriven örn med utbredda vingar som var N P Nilsson & Sons varumärke. Orientaliska Teatern överlevde inte stumfilmsperioden och lades ner i april 1930.
Som mest drev man sju biografer i Stockholm, bland dem Götiska Teatern vid Götgatan 11–13, Vinter-Palatset (dagens Zita) på Birger Jarlsgatan 37, Berlin Biograf-Teatern på Drottninggatan 71 och Sankt Erik Biograf Teatern på Sankt Eriksgatan 11 (nuvarande 35). Av dem är Zita fortfarande (2022) i drift.

### Filmproducent

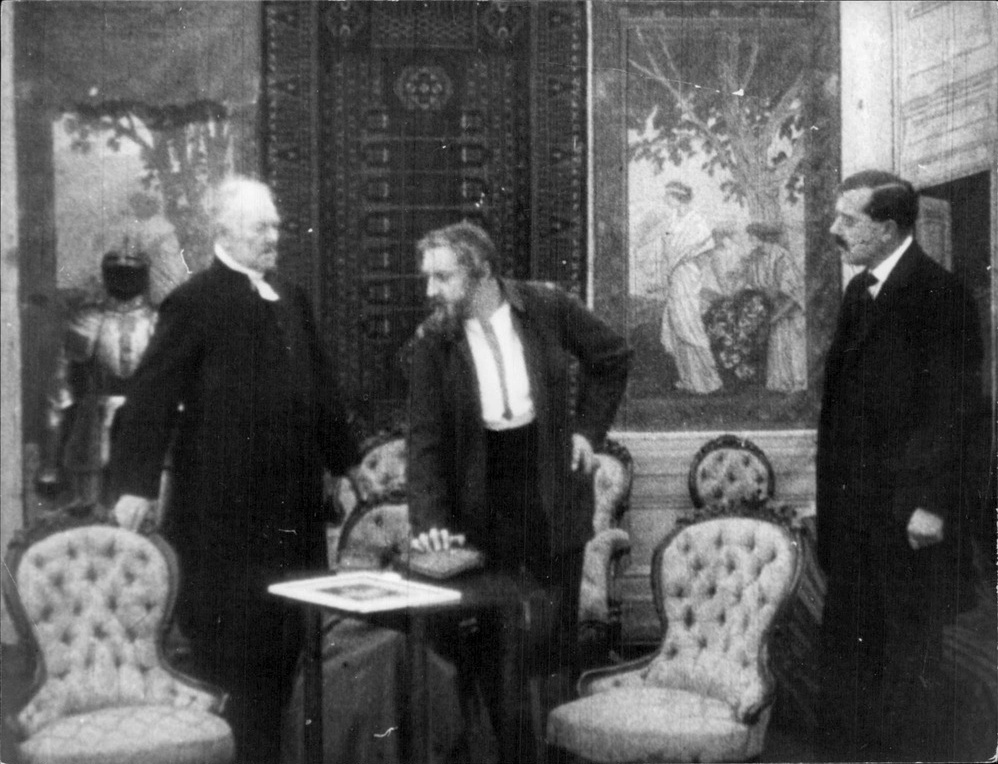
Scen ur Fadren.

Nilssons biografverksamhet var ekonomisk lönsam och 1910 grundade han en egen distributionsbyrå och började producera egna filmer under namnet Orientaliska Teatern. Till hans stab räknades filmfotograf Otto Bökman, för manus stod Elin Wägner och Gustaf Uddgren och dennes hustru Anna Hofman-Uddgren fungerade som skådespelare, produktionsledare och regissör. Gösta Ekman den äldre och Sigurd Wallén debuterade hos Häst-Nisse. Man ville gynna svensk konst, tyckte N.P. Nilsson. 
Nilssons största framgång som filmproducent var August Strindbergs Fröken Julie som spelades in samma år som Nilsson avled. Strindberg hade själv godkänd inspelningarna och telegraferat: ”Var så god att kinematografera så mycket ni vill av min dramatik. Vänl. August Strindberg" 11 sept. 1911.  Andra produktioner var Blott en dröm (1911), Stockholmsfrestelser (1911), Systrarna (1912) och ' (1912). Av dem är Fadren den enda av Orientaliska Teaterns produktioner som bevarats till eftervärlden.
I och med Nilssons död i september 1912 upphörde all filmproduktion på Orientaliska Teatern. 1915 avled även hans son Axel och N P Nilsson & Sons biografer skingrades. Nilsson far och son fann sin sista vila på Norra begravningsplatsen, där de gravsattes i familjegraven den 25 september 1912 respektive den 27 december 1915. Gravstenen smyckas av en häst. Barnbarnet Carl Nelson förde familjens filmtradition vidare som filmproducent, kompositör och biografägare.

## Referenser

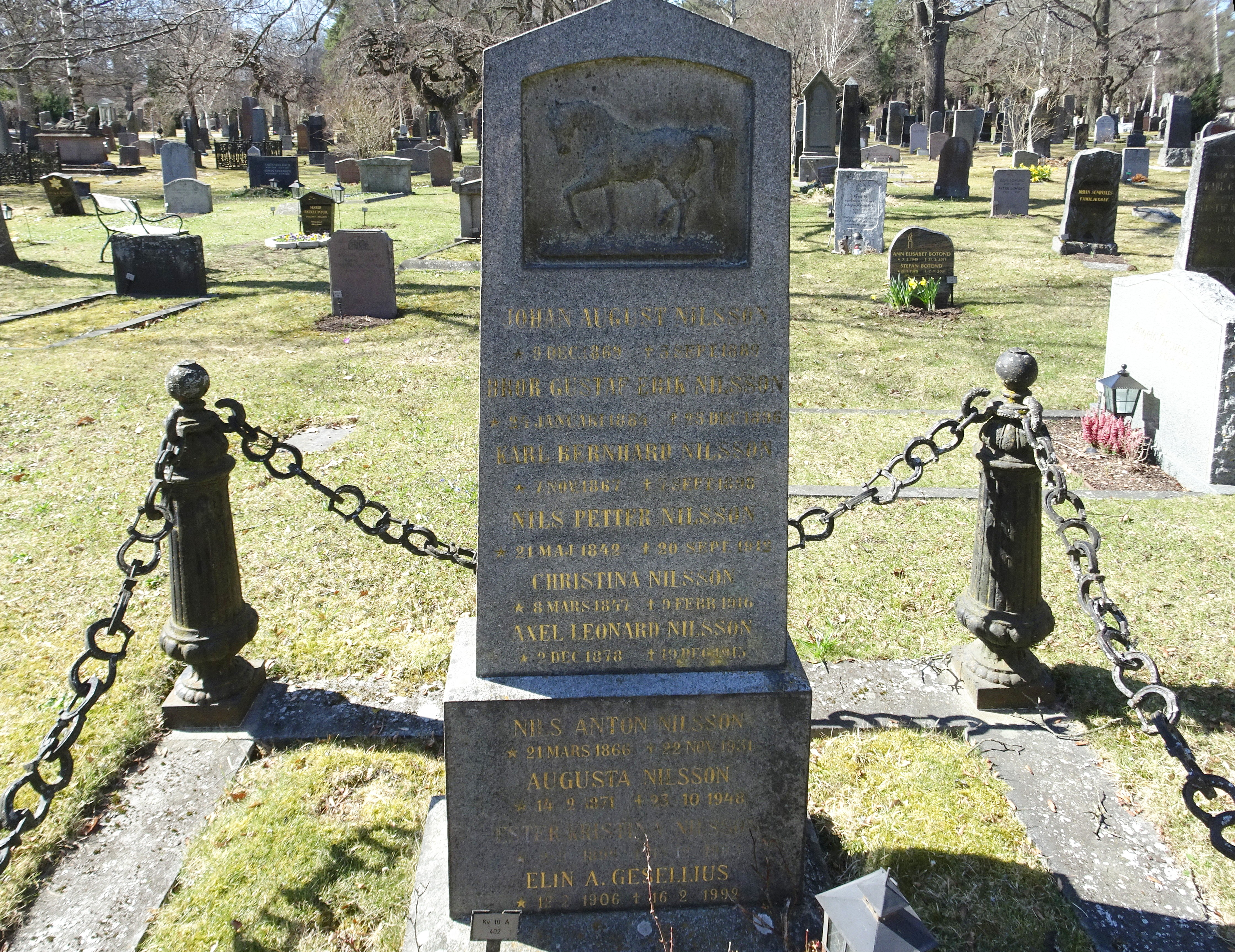
Nilssons familjegrav på Norra begravningsplatsen, 2022.